# Dolina Huczka
Dolina Huczka – leśny rezerwat przyrody w województwie pomorskim, w powiecie bytowskim, w gminie Kołczygłowy, na obszarze Wysoczyzny Polanowskiej. Ze względu na główny przedmiot ochrony jest rezerwatem fitocenotycznym, podtypu zbiorowisk leśnych; ze względu na typ ekosystemu – leśnym i borowym, podtypu lasów nizinnych. Zajmuje powierzchnię 11,95 ha.
Rezerwat powstał 10 listopada 2007, powołany Rozporządzeniem Nr 27/07 Wojewody Pomorskiego z dnia 10 października 2007 r. w sprawie uznania za rezerwat przyrody „Dolina Huczka”. Celem ochrony są przede wszystkim erozyjne formy terenu i procesy je kształtujące: prawobrzeżne zbocze doliny Słupi w jej środkowym biegu, z licznymi dolinkami erozyjnymi, z których największa wytworzyła się wzdłuż prawostronnego dopływu rzeki – strumienia Huczka, oraz niszami źródliskowymi. Oprócz tego, w rezerwacie chroni się charakterystyczne biocenozy leśne – kwaśne i żyzne buczyny, grądy, lasy łęgowe – oraz źródliskowe, wraz z chronionymi gatunkami roślin i zwierząt. Do zadań rezerwatu należy także zabezpieczenie stanowiska archeologicznego – pozostałości osady kultury łużyckiej datowej na 650–400 lat p.n.e.
Wśród flory zaobserwowano gatunki objęte ochroną częściową: wawrzynka wilczełyko, gnieźnika leśnego, turówkę leśną. Oprócz nich stwierdzono obecność: skrzypu olbrzymiego, bluszczu pospolitego, paprotki zwyczajnej, konwalii majowej, marzanki wonnej, przylaszczki pospolitej, gwiazdnicy gajowej, psianki słodkogórz, czartawy drobnej, rzeżuchy gorzkiej, śledziennicy skrętolistnej, jaskra kosmatego, pokrzywy zwyczajnej, mięty nadwodnej i podagrycznika pospolitego. Drzewostan tworzą przede wszystkim olsza czarna, brzoza brodawkowata, rzadziej także jesion wyniosły. W podszycie pojawiają się również czeremcha zwyczajna, jarząb pospolity, porzeczka czarna, kalina koralowa i kruszyna pospolita.
Rezerwat położony jest w granicach Parku Krajobrazowego „Dolina Słupi”, obszaru specjalnej ochrony ptaków „Dolina Słupi” i projektowanego specjalnego obszaru ochrony siedlisk „Dolina rzeki Słupi”. Zgodnie z ewidencją gruntów znajduje się w obrębie Gałąźnia Mała. W skład rezerwatu wchodzą tereny „Lasów Państwowych” – w obszarze Nadleśnictw Bytów (6,71 ha) i Leśny Dwór (3,60 ha), oraz odcinki rzeki Słupi (1,47 ha) i strumienia Huczka (0,17 ha). Nadzór sprawuje Wojewódzki Konserwator Przyrody. Rezerwat jest jednym z dwóch na terenie Nadleśnictwa Leśny Dwór i jednym z dziesięciu na terenie Nadleśnictwa Bytów.

## Turystyka
W północnej części rezerwatu wyznaczono szlak dla ruchu pieszego – stanowi on część ścieżki przyrodniczej „Gałąźnia Mała”. Ponadto płynący przez teren rezerwatu odcinek Słupi jest udostępniony dla ruchu kajakowego.